# Kisra (pokrm)
Kisra (též kissra) je pokrm ze súdánské, jihosúdánské a čadské kuchyně, v mnoha oblastech je to hlavní pokrm. V Jižním Súdánu je kisra považována za národní jídlo.
Kisra se vyrábí z mouky, nejčastěji čirokové. Obvykle připomíná palačinku, této variantě se říká kisra rhaheeefa. Existuje také druhá varianta kisry, zvaná kisra aseeda, která připomíná spíše kaši. Druhá jmenovaná se podává s různými omáčkami, zvanými mullah.
Velmi podobnými pokrmy jsou: indžera z etiopské kuchyně nebo laxoox ze somálské kuchyně.